# Austrolaenilla mollis
Austrolaenilla mollis är en ringmaskart som först beskrevs av Sars 1872.  Austrolaenilla mollis ingår i släktet Austrolaenilla och familjen Polynoidae. Arten är reproducerande i Sverige. Inga underarter finns listade i Catalogue of Life.